# Cerkiew Ikony Matki Bożej „Wszystkich Strapionych Radość” w Szawlach
Cerkiew Ikony Matki Bożej „Wszystkich Strapionych Radość” – cerkiew prawosławna w Szawlach, wzniesiona w 1878, zdewastowana po 1961 i ostatecznie rozebrana w 2007.

## Historia
Cerkiew została wzniesiona w obrębie cmentarza w Szawlach w 1878 w związku ze wzrostem liczby prawosławnych mieszkańców miasta (w Szawlach istniała już cerkiew Świętych Piotra i Pawła). W 1893, ze składek ofiarodawców z całego Imperium Rosyjskiego, obok niej została wzniesiona również dzwonnica (wśród ofiarodawców był m.in. św. Jan z Kronsztadu).
Po zburzeniu na polecenie władz samorządowych cerkwi Świętych Piotra i Pawła cerkiew cmentarna była przez dwa lata, do wzniesienia w 1938 nowej cerkwi pod tym samym wezwaniem, jedyną czynną świątynią prawosławną dla liczącej ponad 1200 osób społeczności rosyjskiej zamieszkującej miasto. Również po 1941, kiedy wojska niemieckie zamieniły cerkiew Świętych Piotra i Pawła na magazyn, cerkiew cmentarna pozostawała czynna. Została zamknięta w 1961 na polecenie władz radzieckich, które uznały działanie dwóch cerkwi w Szawlach za zbyteczne. Parafii pozwolono wynieść z obiektu jedynie ikonostas, pozostała część wyposażenia nadal znajdowała się w zapieczętowanym budynku. Opuszczona cerkiew została całkowicie zdewastowana, a w 1988 podpalona przez nieznanych sprawców. W 2007 została rozebrana, pozostał jedynie jej fundament.